# Wadi an-Natrun
Wadi an-Natrun (arab. وادي النطرون, dosł. "Dolina Natronu"; kopt.: Ϣⲓϩⲏⲧ, Shee-Hyt; gr.: Sketis lub Sketes) – położona pomiędzy Aleksandrią a Kairem kraina w prowincji gubernatorskiej Al-Buhajra w północnym Egipcie, a także miasto wchodzące w jej skład.
Arabskie słowo wadi (ued) zasadniczo oznacza dolinę. Prawdopodobnym powodem nadania takiej nazwy był fakt, że owa płaska kraina jest otoczona 10 jeziorami. Zbiorniki te są zasilane wodą pochodzącą z opadów deszczu podczas burz pustynnych. Z kolei natrun jest arabskim określeniem sody naturalnej. Okolica, a szczególnie dwa spośród wspomnianych jezior Bouhaïret el-Gounfadiya i Bouhaïret el-Hamra, obfituje w ogromne złoża węglanów sodu i soli, które przed wiekami były używane przez starożytnych Egipcjan do mumifikacji ciał zmarłych.
W literaturze chrześcijańskiej kraina ta występuje pod nazwą pustynia nitryjska. To właśnie tutaj, w klasztorze św. Marii Deipara - jednym z tutejszych licznych klasztorów  odnaleziono w 1838 roku  palimpsest tzw. Kodeksu Nitryjskiego, zawierającego między innymi Ewangelię św. Łukasza. Grecka nazwa Sketis lub Sketes przetrwała w formie skit jako określenie odosobnionej budowli, pustelni.

## Zabytki chrześcijańskie w Wadi an-Natrun
Spośród około pięćdziesięciu starochrześcijańskich koptyjskich klasztorów istniejących w tym rejonie w przeszłości, do dzisiaj przetrwały jedynie cztery.

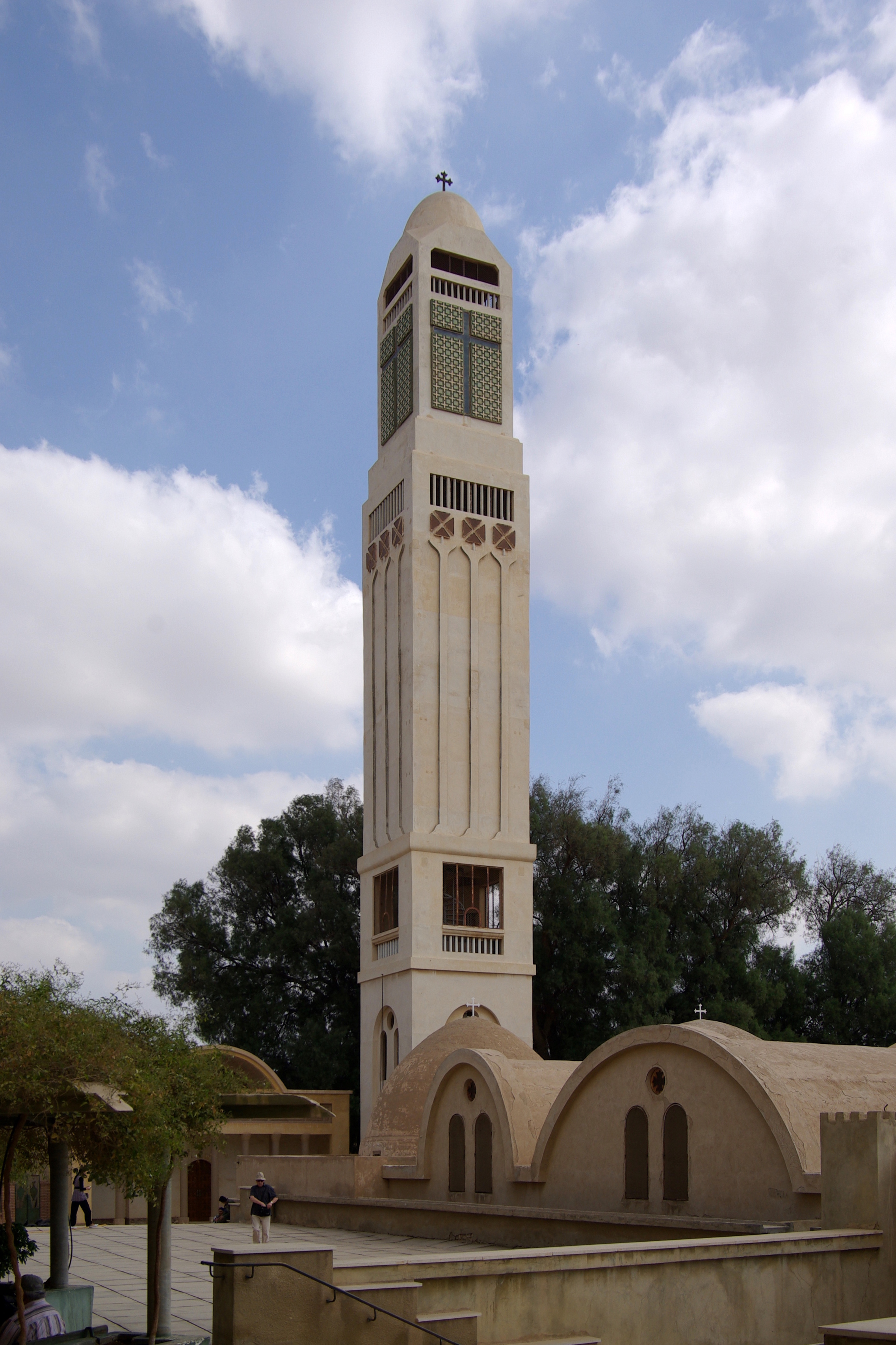
Klasztor św. Makarego w Wadi an-Natrun

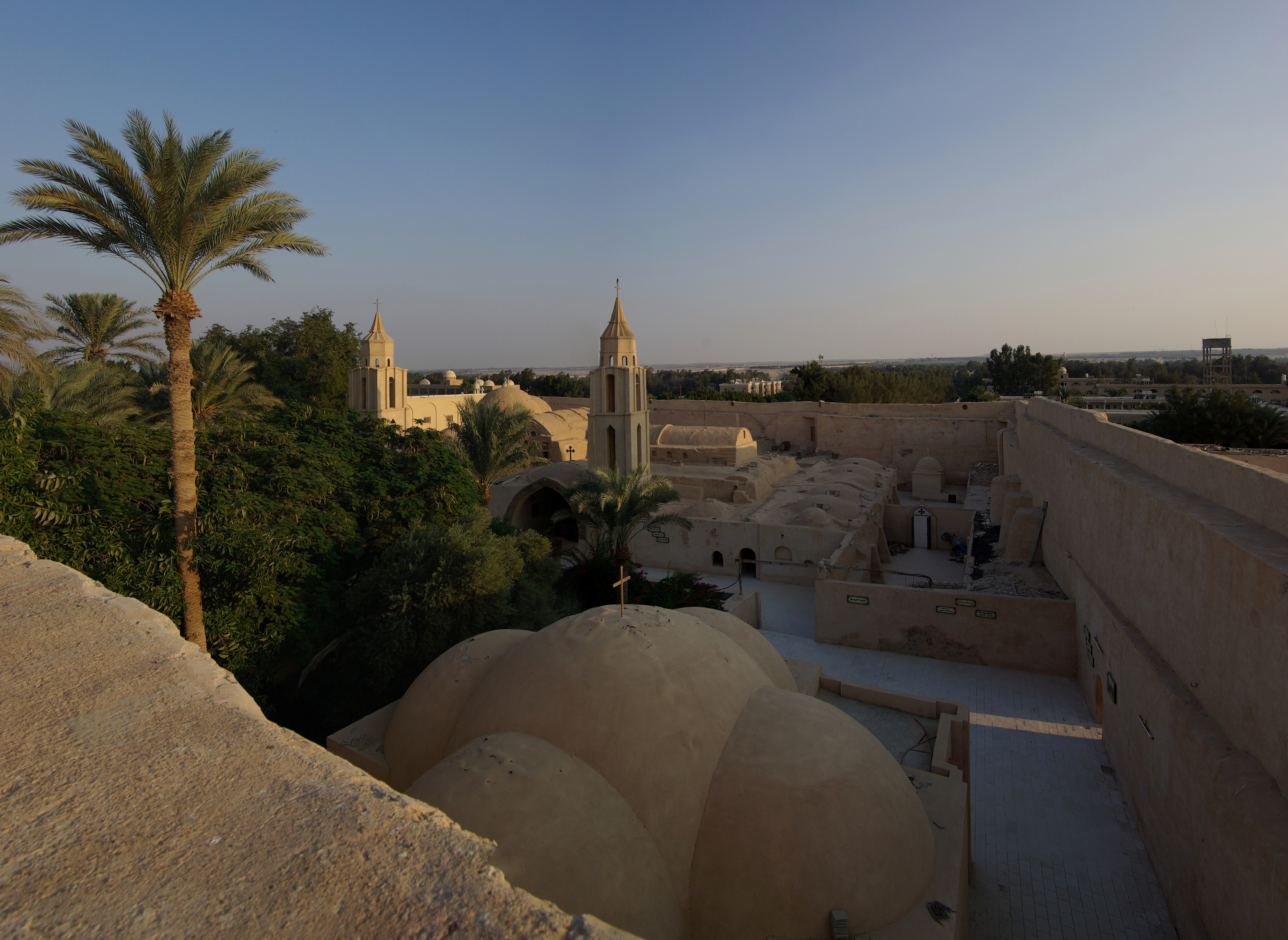
Klasztor św. Pschoï w Wadi an-Natrun

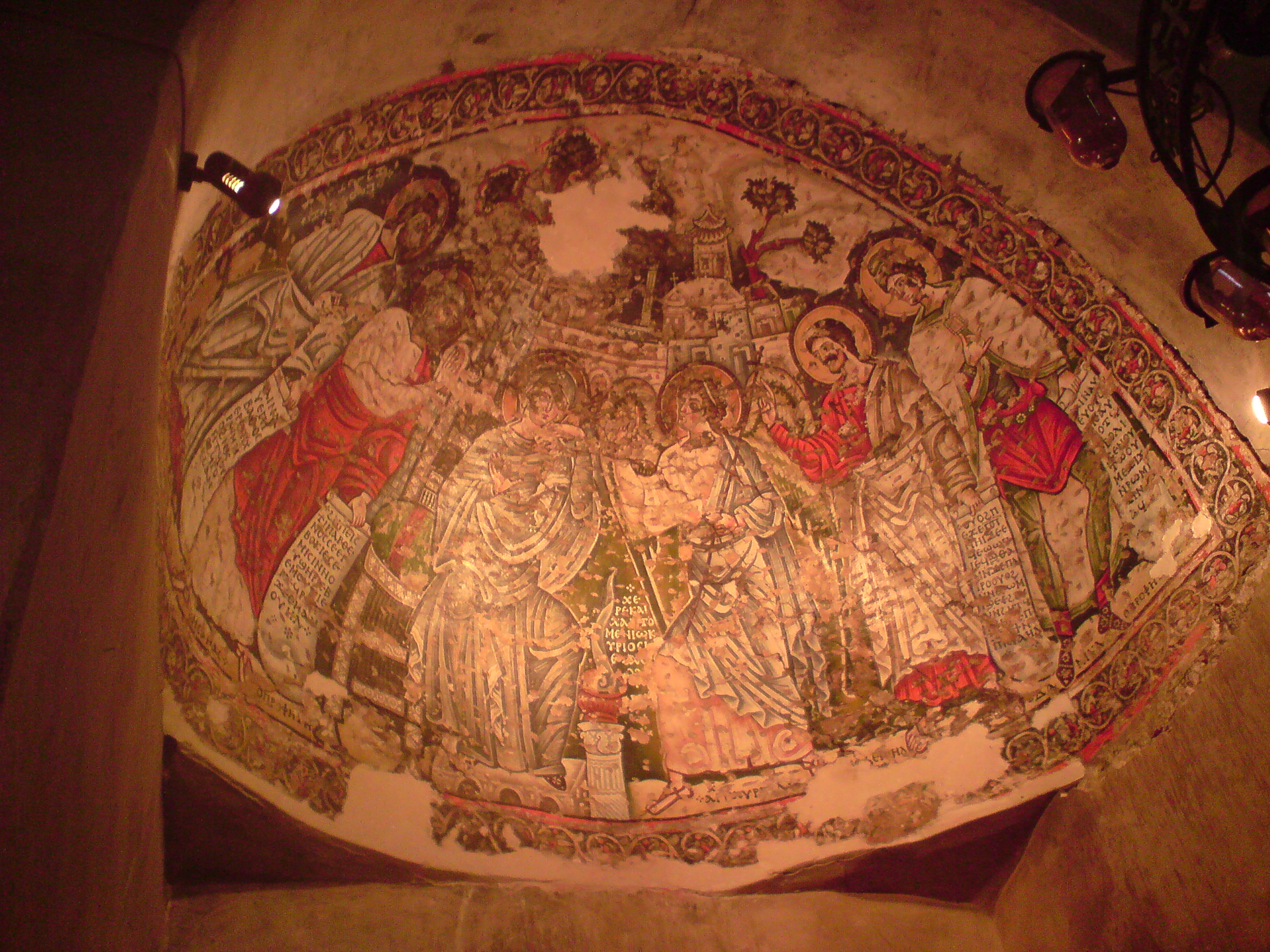
Freski w Wadi an-Natrun

* Klasztor Świętego Makarego (Deir Abu Makaria) – założony w IV wieku. Największy i najważniejszy klasztor koptyjski w Wadi an-Natrun. Jest oddalony od Kairu o 94 km. Ma wygląd – przebudowywanej na przestrzeni wieków – twierdzy. Św. Makary po latach spędzonych w klasztorze św. Antoniego na Pustyni Arabskiej osiadł tutaj w celu prowadzenia życia kontemplacyjnego. Po jego śmierci w roku 390 jego życie pustelnicze kontynuowali jego uczniowie. W wieku V klasztor został splądrowany, lecz podźwignął się w wieku VI. Był schronieniem dla ówczesnego patriarchy Aleksandrii szukającego ochrony przed Melchitami. W 866 roku powstały mury obronne, które pozwoliły klasztorowi przetrwać do czasów współczesnych. Trzypiętrowa wieża dawała mnichom schronienie w czasie ataków. W klasztorze przechowywane są relikwie św. Makarego.
– Kościół św. Makarego – jest najważniejszym i najstarszym kościołem w klasztorze. Dobrze zachowany we wnętrzu fresk z VII wieku przedstawia tetramorfę (symboliczne przedstawienie czterech ewangelistów). Kopuła kaplicy na planie kwadratu wieńczy łuk z X lub XI wieku. Kościół był poddany kompleksowemu remontowi w połowie XX wieku.
– Kościół Czterdziestu Dziewięciu Męczenników przypomina o masakrze mnichów klasztoru przeprowadzonej przez grabieżców w roku 444. Od czasów soboru chalcedońskiego, w kaplicy "Myron" przygotowywany jest święty olej myron (krzyżmo) do wykorzystania przez cały Kościół koptyjski. Nad ołtarzem wznosi się kopuła w stylu arabskim. Budowla została odnowiona kilkadziesiąt lat temu.
– Kościół św. Abaskirona z kopułą charakterystyczną dla budowli wieku VII. Obiekt również odnowiony.
* Klasztor Rzymian (Deir el-Baramos). Wchodzący w jego skład kościół św. Teodora (Anba tardus) nie jest już używany. W XIX wieku dobudowano dodatkowe kaplice. Trzypiętrowa wieża datowana jest na VII wiek. Drugi kościół zespołu – pw. św. Michała – jest zdobiony freskami datowanymi na XII wiek.
* Klasztor Syryjczyków (Deir es-Souriyan) – założony w VI wieku – był zajmowany przez mnichów syryjskich do wieku XVI. Głównym kościołem klasztoru jest zbudowany w 980 roku kościół pod wezwaniem św. Dziewicy. Jego wnętrze pokryte jest freskami przedstawiającymi Wniebowstąpienie. Również na X wiek datowany jest zdobiony kością słoniową ikonostas przedstawiający sceny religijne, portrety i wzory geometryczne. Także kopuła prezbiterium jest pokryta freskami. W klasztornej bibliotece przechowywane są tysiące starożytnych manuskryptów.
* Klasztor Świętego Biszwiego, znawy również klasztorem Świętego Paisjusza (Deir Amba Bichoi) oddalony o 10 km od klasztoru św. Makarego – założony przez św. Pschoï, ucznia św. Makarego. W jego skład wchodzi 5 kościołów. Głównym jest – pochodzący prawdopodobnie z IX wieku – kościół św. Pshoï. Wykorzystywany tylko w lecie, natomiast kościół pod wezwaniem św. Dziewicy, w pobliżu kościoła Iskhurum, jest używany w okresie zimowym. W kościele Archanioła Michała znajdują się ikony z XVIII wieku.

## Katastrofa lotu Trans World Airlines 903
31 sierpnia 1950 w okolicy Wadi an-Natrun nastąpiła katastrofa lotnicza, w której zginęło 55 osób, w tym Maciej Nowicki – polski architekt.